# Nikita Volodin
Nikita Andreevič Volodin (in russo Никита Андреевич Володин?; San Pietroburgo, 29 giugno 1999) è un pattinatore artistico su ghiaccio russo. Gareggiando per la Germania insieme a Minerva Fabienne Hase ha vinto l'argento al Campionato mondiale nel 2025 e il bronzo nel 2024, due ori alla finale del Grand Prix, nel 2023 e nel 2024, l'oro al Campionato europeo nel 2025 e due ori al Campionato nazionale tedesco, nel 2024 e len 2025, nella gara di coppie. 
In precedenza aveva gareggiato per la Russia con Alìna Ustìmkina, Amìna Atakhànova e Taìsia Sobìnina.

## Palmarès

### Con Hase per la Germania
| Internazionali              | Internazionali | Internazionali |
| Evento                      | 2023–24        | 2024-25        |
| --------------------------- | -------------- | -------------- |
| Campionati mondiali         | 3°             | 2°             |
| Campionati europei          | 5°             | 1°             |
| GP Finale                   | 1°             | 1°             |
| GP Cup of China             |                | 2°             |
| GP NHK Trophy               | 1°             |                |
| GP della Finlandia          | 1°             |                |
| GP Trophée Eric Bompard     |                | 1°             |
| CS Lombardia Trophy         | 2°             |                |
| CS Nebelhorn Trophy         | 1°             | 1°             |
| CS Trophée de Nice          |                | 1°             |
| Budapest Trophy             | 1°             |                |
| Nazionali                   |                |                |
| Campionati tedeschi         | 1°             | 1°             |
| A = Assegnati; R = Ritirati |                |                |

### Con Sobnina per la Russia
| Volvo Open              | 4°  |
| Natzonali               |     |
| Campionati russi        | 11° |
| Campionati russi junior | 6°  |

### Con Atakhanova per la Russia
| Nazionali                      | Nazionali |
| Evento                         | 17–18     |
| ------------------------------ | --------- |
| Russian Youth Champ. Elder Age | 1st       |

### Con Ustimkina per la Russia

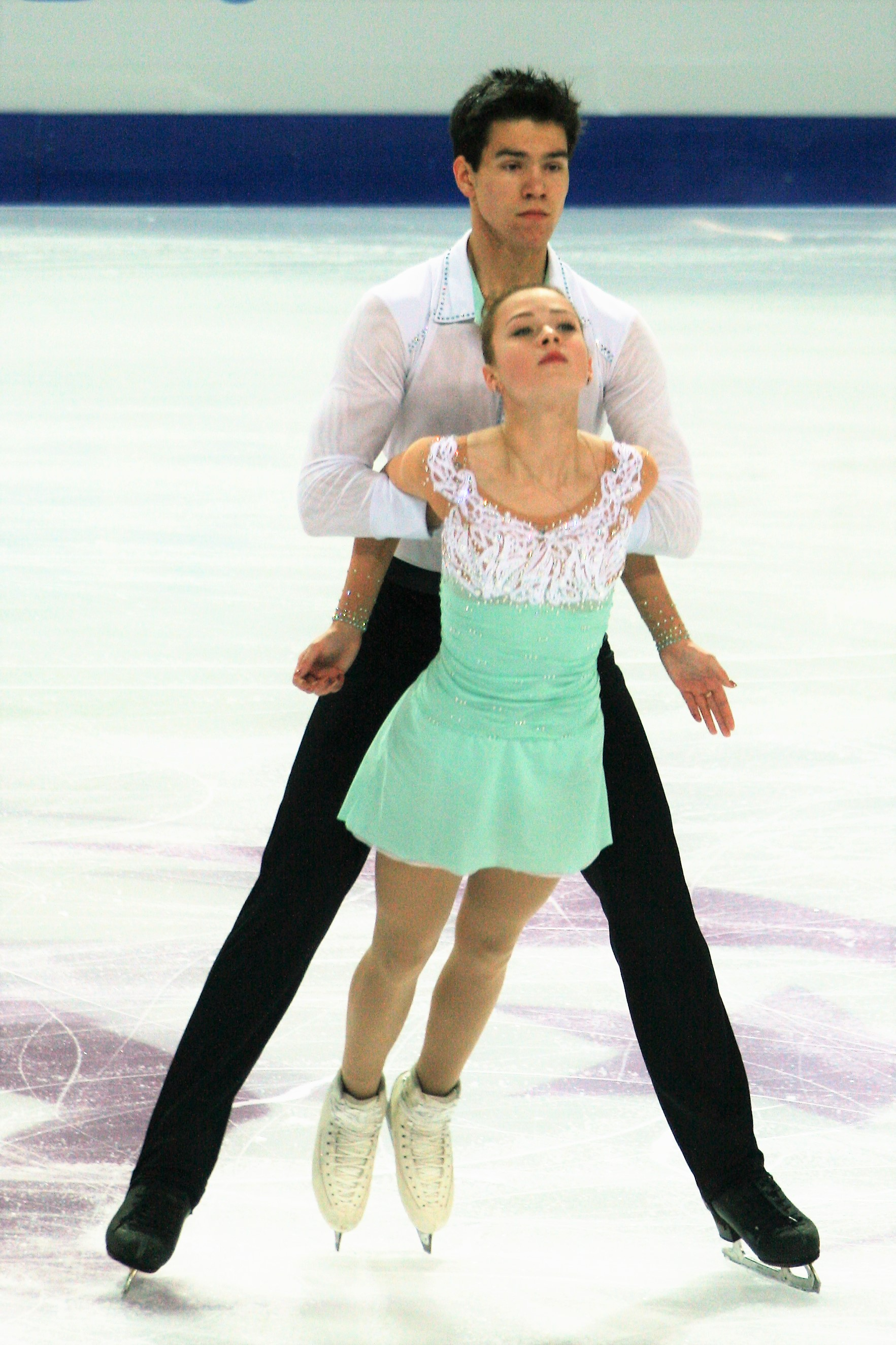
Nikita Volodin alla finale di Junior Grand Prix 2016 insieme ad Alina Ustimkina.

| Internazionali | Internazionali | Internazionali | Internazionali | Internazionali |
| Evento | 2014–15        | 2015–16        | 2016–17        | 2017–18        |
| --- | -------------- | -------------- | -------------- | -------------- |
| CS Ice Star |                |                |                | 5°             |
| CS Tallinn Trophy |                |                | 1°             |                |
| Internazionali: Junior |                |                |                |                |
| Campionati mondiali |                |                | 6°             |                |
| Giochi olimpici giovanili |                | 3°             |                |                |
| JGP Finale |                |                | 4°             |                |
| JGP Estonia |                |                | 2°             |                |
| JGP Germania |                |                | 3°             |                |
| JGP Lettonia |                | 5°             |                |                |
| NRW Trophy |                | 1° J           |                |                |
| Nazionali |                |                |                |                |
| Campionati russi |                |                | R              |                |
| Campionati russi junior |                | 5°             | 3°             |                |
| Russian Youth Champ. Elder Age | 7°             |                |                |                |
| Eventi a squadre |                |                |                |                |
| Giochi olimpici giovanili |                | 8° S 3° P      |                |                |
| J = Categoria Junior S = Risultato della squadra; P = Risultato personale; Medaglie assegnate solo per il risultato della squadra. |                |                |                |                |